# هیروکو کونیشی
هیروکو کونیشی (انگلیسی: Hiroko Konishi) صداپیشه و موسیقی‌دان زن ژاپنی است.